# Clase Cutlass
La Clase Cutlass es una clase de patrullero del Reino Unido. La primera unidad entró en servicio en 2021, y la última, con el nombre HMS Dagger (P296) se encargó en 2022.
Los dos buques de esta clase son un diseño HPB-1900 comercial, construido según especificaciones militares por Marine Specialized Technology con sede en Merseyside.